# Parbubu II
Parbubu II is een bestuurslaag in het regentschap Tapanuli Utara van de provincie Noord-Sumatra, Indonesië. Parbubu II telt 648 inwoners (volkstelling 2010).